# Enicospilus guptai
Enicospilus guptai är en stekelart som beskrevs av Nikam 1980. Enicospilus guptai ingår i släktet Enicospilus och familjen brokparasitsteklar. Inga underarter finns listade i Catalogue of Life.